# Charles Prince
Pour les articles homonymes, voir Prince et Petitdemange.
Charles Prince ou Prince Rigadin, noms de scène de Charles Ernest René Petitdemange, né à Maisons-Laffitte le 27 avril 1872 et mort à Saint-Maur-des-Fossés le 17 juillet 1933, est un acteur, réalisateur et scénariste français. 
Il créa au cinéma le personnage de Rigadin dans une multitude de courts métrages mis en scène par Georges Monca entre 1910 et 1920, devenant l'une des premières vedettes comiques du cinéma français au temps du muet. Il fut également le scénariste et réalisateur de plusieurs bandes.
Il est à noter que Prince Rigadin était également le nom d'un cheval de course qui courait notamment en 1922.

## Biographie

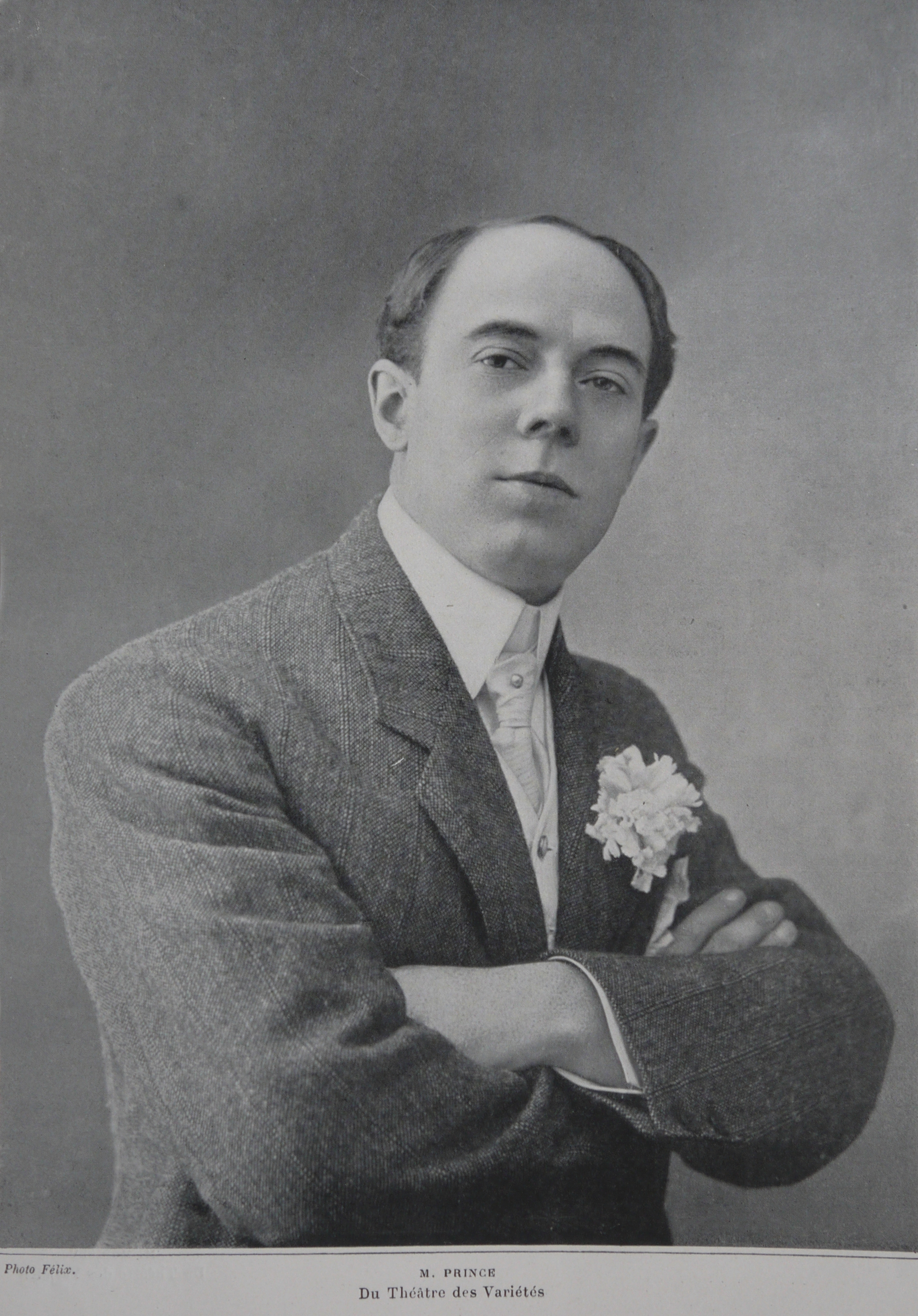
Portrait de Charles Prince publié dans Le Théâtre, no 273, mai 1910.

Son visage caractérisé par un nez retroussé l'amène à incarner des personnages comiques, d'abord au théâtre, puis au cinéma. Charles Petitdemange débute donc au théâtre, où il obtient un premier prix de comédie et prend le pseudonyme de Prince. Engagé par Pathé Frères en 1908, il incarne sur l'écran, à partir de 1910 et jusqu'en 1920, le personnage comique de Rigadin (Moritz en Allemagne, Whiffles au Royaume-Uni et aux États-Unis, Tartufini en Italie, et enfin Sallustino en Espagne), émule de Max Linder, dont il était considéré comme le rival.

## Filmographie

### Comme réalisateur
- 1913 : Le Contrôleur des wagons-lits
- 1913 : Trois Femmes pour un mari
- 1913 : Le Coup de fouet
- 1914 : Les Trente Millions de gladiator
- 1914 : Le Voyage de Corbillon
- 1916 : La Mariée récalcitrante (co-réalisé avec Georges Monca)
- 1918 : No 30 série 10 (co-réalisé avec Georges Monca)
- 1919 : Madame et son filleul
- 1920 : Chouquette et son as
- 1920 : Si jamais je te pince !
- 1920 : Les Femmes collantes (co-réalisé avec Georges Monca)
- 1921 : Le Meurtrier de Théodore

### Comme scénariste
- 1909 : La Femme de chambre improvisée (réalisateur non identifié)
- 1914 : Rigadin reçoit deux jeunes mariés de Georges Monca

### Comme acteur

#### 1908
- 1908 : L'Armoire normande de Georges Monca et Louis Gasnier (195 m)
- 1908 : La Journée d'un billet de banque de cent francs de Georges Monca
- 1908 : Un monsieur qui suit les dames de Georges Monca

#### 1909
- 1909 : Ce que femme veut (réalisateur non identifié)
- 1909 : Le Concert de Théodore (réalisateur non identifié) (205 m) : Paul
- 1909 : La Course au mouchoir (réalisateur non identifié)
- 1909 : Les Deux Cambrioleurs de Georges Monca  : John Freddy
- 1909 : Deux fiancés à l'épreuve (réalisateur non identifié) : Hubert de La Frousse
- 1909 : Le Dîner du 9 (réalisateur non identifié) (215 m)
- 1909 : La Dot d'Herminie de Georges Monca (215 m)
- 1909 : L'Enlèvement de Madame Biffin (réalisateur non identifié)
- 1909 : La Fiancée récalcitrante (réalisateur non identifié)
- 1909 : Fleur de pavé de Michel Carré et Albert Capellani (300 m)
- 1909 : La Jolie Manucure de Georges Monca  : Rigadin
- 1909 : Le Maître d'école de Georges Monca (165 m)
- 1909 : Le Petit qui a faim  de Georges Denola
- 1909 : Rigadin et la Jolie Manucure de Georges Monca
- 1909 : Le Roman d'un bottine et d'un escarpin de Georges Monca
- 1909 : Sanatorium pour maigrir (réalisateur non identifié) : la demoiselle à marier
- 1909 : Un commis trop entreprenant (réalisateur non identifié)
- 1909 : Femme de chambre improvisée de Georges Monca (215 m)
- 1909 : La Vengeance du coiffeur (réalisateur non identifié) (200 m)

#### 1910
- 1910 : Acte de probité (réalisateur non identifié) : le vicomte Anatole de La Huchette
- 1910 : Amoureux de sa voisine de Georges Monca (155 m) : Rigadin
- 1910 : Défense de fumer (réalisateur non identifié)
- 1910 : La Doctoresse de Georges Monca (160 m) : Rigadin
- 1910 : La Fortune de Rigadin de Georges Monca
- 1910 : Grandeur et Décadence de Georges Monca : le chemineau
- 1910 : L'Infidélité d'Ernest' (réalisateur non identifié)
- 1910 : Le Jupon de la voisine ou Le Monsieur au pourboire de Georges Monca : M. Ladre
- 1910 : Lâché par sa femme ou Monsieur et Madame boudent de Georges Monca : Rigadin
- 1910 : Le Legs ridicule de Georges Monca
- 1910 : La Malle du peintre (réalisateur non identifié)
- 1910 : Mannequin par amour de Georges Monca
- 1910 : Le Médecin de service ou Rigadin remplace le médecin de service de Georges Monca (210 m)
- 1910 : Les Mésaventures d'un chauffeur ou Le chauffeur de taxi de Georges Monca
- 1910 : Les Mésaventures d'un huissier de Georges Monca
- 1910 : La Nourrice sèche ou Rigadin nourrice sèche de Georges Monca (165 m)
- 1910 : Le Premier Duel de Rigadin de Georges Monca (130 m)
- 1910 : Une femme tenace de Georges Monca
- 1910 : Une nuit de noces au village de Georges Monca
- 1910 : Rigadin a l'œil fascinateur de Georges Monca (160 m)
- 1910 : Rigadin amoureux d'une étoile de Georges Monca (170 m)
- 1910 : Rigadin a perdu son monocle de Georges Monca (155 m)
- 1910 : Rigadin chemineau de Georges Monca
- 1910 : Rigadin cherche un engagement de Georges Monca
- 1910 : Rigadin, cousin du ministre ou Rigadin cousin du directeur de Georges Monca (180 m)
- 1910 : Rigadin est fier d'être témoin de Georges Monca (130 m)
- 1910 : Rigadin est très beau de Georges Monca (130 m)
- 1910 : Rigadin est un galant homme de Georges Monca
- 1910 : Rigadin n'est pas sage de Georges Monca
- 1910 : Rigadin rapin de Georges Monca
- 1910 : Rigadin se décide à travailler de Georges Monca (145 m)
- 1910 : Rigadin tzigane de Georges Monca (180 m)
- 1910 : Rigadin va dans le grand monde (195 m)
- 1910 : Le Clown et le Pacha neurasthénique de Georges Monca
- 1910 : Les Timidités de Rigadin de Georges Monca (175 m)
- 1910 : Le Truc de Rigadin de Georges Monca (185 m)
- 1910 : Un chapeau de paille d'Italie (réalisateur non identifié)
- 1910 : Rigadin prend le train de 5 h 55 de Georges Monca
- 1910 : Rigadin veut dormir tranquille de Georges Monca (155 m)
- 1910 : Rigadin a un sosie (Rigadin et son sosie) de Georges Monca

#### 1911

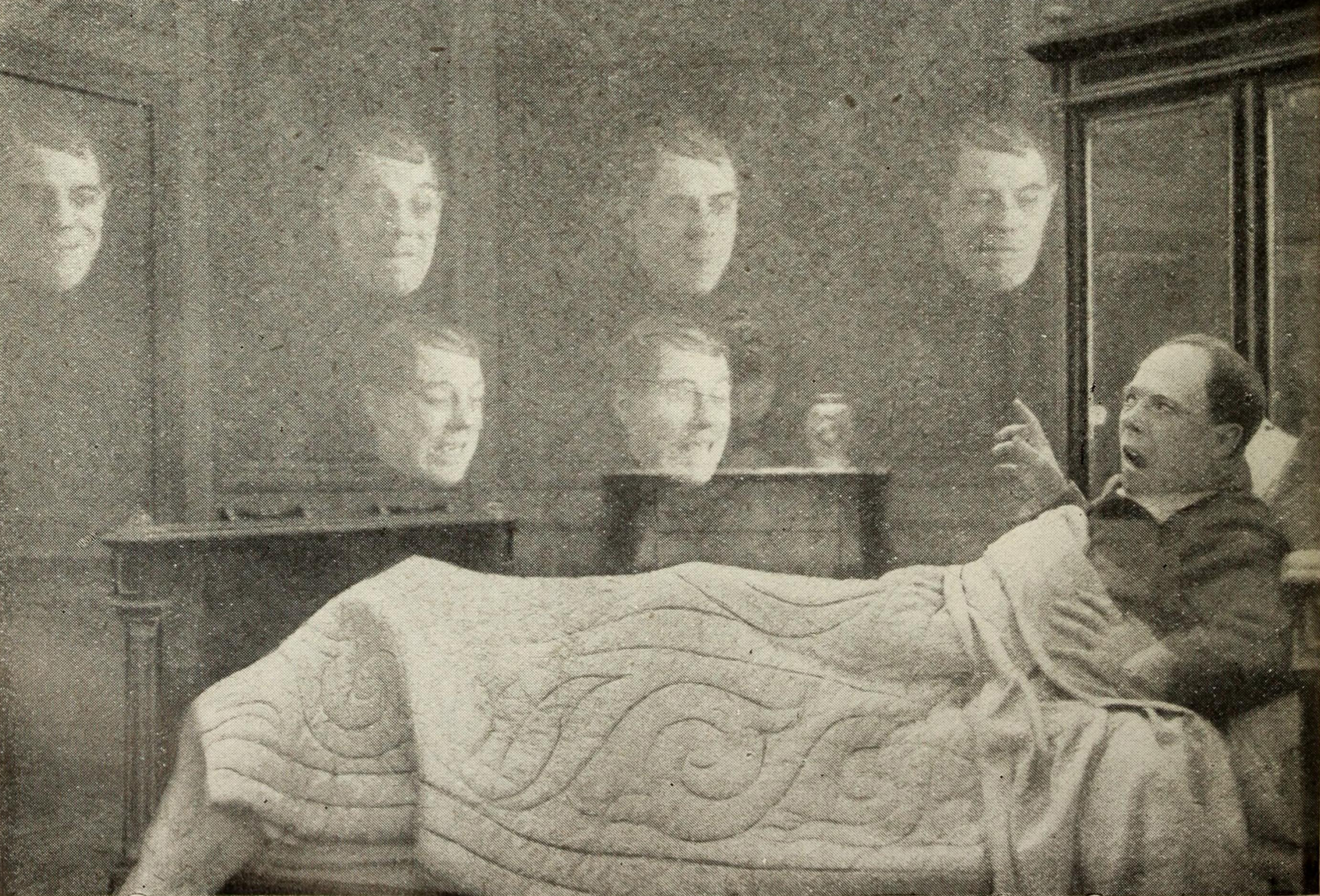
Les Terreurs de Rigadin (1911) de Georges Monca.

- 1911 : J'ai perdu ma manche (Rigadin perd sa manche) de Georges Monca
- 1911 : Les Deux Frères (réalisateur non identifié)
- 1911 : L'Élixir de jouvence (Rigadin veut rajeunir) de Georges Monca : Rigadin
- 1911 : L'Héritage manqué (Rigadin hérite) de Georges Monca : Rigadin
- 1911 : Rigadin conférencier de Georges Monca : Rigadin
- 1911 : L'Ombrelle de Georges Monca (175 m) : Rigadin
- 1911 : Rigadin a l'âme sensible de Georges Monca (165 m) : Rigadin
- 1911 : Rigadin pêche à la ligne (ou Rigadin apprend à pêcher) de Georges Monca (155 m)
- 1911 : Rigadin, cousin du ministre de Georges Monca
- 1911 : Le Meilleur Ami de Rigadin de Georges Monca (155 m) : Rigadin
- 1911 : Rigadin est hypnotisé de Georges Monca : Rigadin
- 1911 : Le Mariage aux épingles  de Georges Monca(165 m) : Rigadin
- 1911 : Le Savetier et le Financier de Georges Monca (235 m) : Rigadin
- 1911 : Rigadin et ses fils de Georges Monca  (220 m) : Rigadin
- 1911 : Rigadin cambrioleur de Georges Monca (160 m) : Rigadin
- 1911 : Rigadin et l'Escalope de veau de Georges Monca (190 m) : Rigadin
- 1911 : Le Bon Roi Dagobert de Georges Monca (155 m) : le roi Dagobert
- 1911 : Rigadin fait de la contrebande de Georges Monca (180 m) : Rigadin
- 1911 : Rigadin n'aime pas le vendredi 13 ou Rigadin n'a pas de chance de Georges Monca
- 1911 : Rigadin ne sortira pas de Georges Monca (155 m) : Rigadin
- 1911 : Rigadin pharmacien de Georges Monca (185 m) : Rigadin
- 1911 : L'Héritage de l'oncle Rigadin de Georges Monca (220 m) : Rigadin
- 1911 : Rigadin et le Locataire récalcitrant de Georges Monca (210 m) : Rigadin
- 1911 : Rigadin se trompe de fiancée de Georges Monca (160 m) : Rigadin
- 1911 : Rigadin veut mourir de Georges Monca (170 m) : Rigadin
- 1911 : Rigadin veut se faire arrêter de Georges Monca (160 m) : Rigadin
- 1911 : La Suggestion du baiser (ou L'Envie d'embrasser) de Georges Monca (155 m)
- 1911 : Votre femme vous trompe de Georges Monca (175 m)
- 1911 : Les Terreurs de Rigadin de Georges Monca (155 m) : Rigadin
- 1911 : Rigadin aime la vie de famille de Georges Monca (225 m) : Rigadin
- 1911 : Le Nez de Rigadin de Georges Monca (185 m) : Rigadin
- 1911 : Un début au music-hall (Rigadin au music-hall ou Rigadin débute au music-hall) de Georges Monca : Rigadin

#### 1912
Tous les films sont des courts métrages réalisés par Georges Monca, sauf indication contraire. Dans les titres comprenant le nom Rigadin, l'acteur joue ce rôle.
- 1912 : Rigadin poète de Georges Monca (175 m) : Rigadin
- 1912 : Les Maladresses de Rigadin de Georges Monca (215 m) : Rigadin
- 1912 : Rigadin est un voleur de Georges Monca
- 1912 : Rigadin détective de Georges Monca (295 m) : Rigadin
- 1912 : Comment Rigadin fait les commissions (200 m)
- 1912 : Conférence sur l'alccolisme par Rigadin (160 m)
- 1912 : Rigadin se marie de Georges Monca (195 m) : Rigadin
- 1912 : Le Contrôleur des wagons-lits coréalisateur Prince (740 m)
- 1912 : La Garçonnière de Rigadin (170 m)
- 1912 : Le Ménage de Rigadin (245 m)
- 1912 : Les Perruques de Rigadin (220 m)
- 1912 : Les petits meurent de faim réalisateur non identifié
- 1912 :  Les Conquêtes de Rigadin de Georges Monca (195 m)
- 1912 : La Jeunesse de Rigadin de Georges Monca (215 m)
- 1912 : Le Portrait de Rigadin (210 m)
- 1912 : Rigadin a tué son frère (195 m)
- 1912 : Rigadin au matrimonial club (270 m)
- 1912 : Rigadin a un bon certificat (225 m)
- 1912 : Rigadin aux Balkans
- 1912 : Rigadin avale son ocarina (325 m)
- 1912 : Rigadin cuisinier malgré lui (355 m)
- 1912 : Rigadin défenseur de la vertu ou Les fourberies de Rigadin (170 m)
- 1912 : Rigadin domestique / Rigadin fait du chantage (225 m)
- 1912 : Rigadin entre deux femmes (240 m)
- 1912 : Rigadin est décoré (195 m)
- 1912 : Rigadin est un fameux escrimeur (165 m)
- 1912 : Rigadin est un galant commissaire de police (225 m)
- 1912 : Rigadin et la Baguette magique (165 m) également scénariste
- 1912 : Rigadin et la Divorcée récalcitrante (190 m)
- 1912 : Rigadin et la Lettre anonyme (165 m)
- 1912 : Rigadin et la Poudre d'amour (215 m)
- 1912 : Rigadin et la Tante à héritage (225 m)
- 1912 : Rigadin et le Chien de la baronne (215 m)
- 1912 : Rigadin explorateur (250 m) également scénariste
- 1912 : Rigadin, garçon de banque (210 m)
- 1912 : Rigadin manchot
- 1912 : Rigadin mange à bon compte (215 m)
- 1912 : Rigadin marchand de gants
- 1912 : Rigadin n'a jamais aimé le cinéma (155 m)
- 1912 : Rigadin nègre malgré lui ou Le Nègre blanc (160 m) également scénariste
- 1912 : Rigadin n'est pas bon pour les animaux (210 m)
- 1912 : Rigadin ne veut pas se faire photographier
- 1912 : Rigadin peintre cubiste (220 m)
- 1912 : Rigadin père nourricier (200 m)
- 1912 : Rigadin rat d'hôtel (235 m)
- 1912 : Rigadin receleur malgré lui (215 m)
- 1912 : Rigadin riche, Rigadin pauvre (275 m)
- 1912 : Rigadin rosière (165 m)
- 1912 : Rigadin sergent de ville (185 m)
- 1912 : Rigadin ténor (270 m)
- 1912 : Les Surprises du divorce coréalisateur : Prince (710 m) : Henri Duval
- 1912 : Un nouvel exploit de Rigadin (210 m)

#### 1913
Tous les films sont des courts métrages réalisés par Georges Monca, sauf indication contraire. Dans les titres comprenant le nom Rigadin, l'acteur joue ce rôle.
- Trois Femmes pour un mari de Charles Prince : André
- Le Bon Juge - coréalisateur Prince (720 m)
- Le Cauchemar de Rigadin (220 m)
- Les Cendres de Rigadin (200 m)
- Rigadin et la Petite Moulinet de Georges Monca
- Le Contrôleur des wagons-lits de Charles Prince
- Rigadin cherche une place de Georges Monca (175 m)
- Le Coup de fouet coréalisateur Prince (600 m) : Barisart
- Ferdinand le noceur coréalisateur Prince (680 m) : Ferdinand
- Le fils à papa coréalisateur Prince (680 m) : Hubert
- Rigadin flirte et sa femme fait la même chose de Georges Monca (210 m)
- Monsieur le directeur coréalisateur Prince (720 m) : le préfet Lambertin
- La Natte de Rigadin (2 630 m)
- Rigadin au téléphone (205 m)
- Rigadin, dégustateur en vins de Georges Monca (195 m)
- Rigadin dompte sa belle-mère (ou La Belle-mère de Rigadin) (240 m)
- Rigadin est malade (205 m)
- Rigadin est mal conseillé
- Rigadin et Falempin (250 m)
- Rigadin et la Fourmilière (220 m)
- Rigadin et l'Épingle (300 m)
- Rigadin fait un riche mariage (260 m)
- Rigadin marchand de marrons (185 m)
- Rigadin Napoléon (340 m)
- Rigadin ne fait rien comme tout le monde (265 m)
- Rigadin président de la République
- Rigadin pris à son propre piège (240 m)
- Rigadin reçoit deux jeunes mariés (305 m) également scénariste
- Rigadin ressemble au ministre (320 m)
- Rigadin trahi par un baiser (225 m)
- Rigadin veut faire du cinéma (200 m)
- Le Roi Koko coréalisateur Charles Prince (570 m) : M. Daubichon
- Sur le balcon de Rigadin (230 m)
- Un complot contre Rigadin (190 m)
- Vénus enlevée par Rigadin (275 m)

#### 1914
Tous les films sont des courts métrages réalisés par Georges Monca, sauf indication contraire. Dans les titres comprenant le nom Rigadin, l'acteur joue ce rôle.
- 1914 : Rigadin reçoit deux jeunes mariés de Georges Monca
- En famille (1 855 m)
- Les Trente Millions de gladiator coréalisateur Prince (900 m) : Eusèbe Potasse
- Bébé coréalisateur Prince (585 m)
- C'est Rigadin qui paye
- Comment Rigadin se bat en duel
- La Culotte de Rigadin (200 m) scénariste
- La Famille Boléro coréalisateur Prince (700 m) : Petit-Pré
- La Femme à papa coréalisateur Prince (740 m) : le baron Florestan de La Boucanière / son fils Aristide
- Les Fiancés héroïques (820 m) : Rigadin
- Madame Rigadin modiste (320 m)
- La Nuit de noces de Rigadin
- La Petite Chapelière
- La Rançon de Rigadin (365 m) scénariste
- Rigadin a mal aux dents (310 m)
- Rigadin candidat député (370 m)
- Rigadin Cendrillon (330 m)
- Rigadin et la Caissière (255 m)
- Rigadin et l'Empereur
- Rigadin et l'Homme qu'il assassina (300 m)
- Rigadin et son oncle Tom
- Rigadin fidèle malgré lui
- Rigadin mauvais ouvrier (250 m)
- Rigadin n'est pas un espion
- Rigadin tireur masqué (210 m)
- Rigadin trouve un bouton
- Rigadin victime de l'amour
- Sherlock Holmes roulé par Rigadin (215 m) scénariste
- Le Trophée de Rigadin
- Le Voyage de Corbillon coréalisateur Prince (890 m) : Corbillon

#### 1915
Tous les films sont des courts métrages réalisés par Georges Monca, sauf indication contraire. Dans les titres comprenant le nom Rigadin, l'acteur joue ce rôle.
- L'Auréole de la gloire (866 m)
- Le Champagne de Rigadin
- Le Divorce de Rigadin scénariste
- Mon oncle n'épousera pas ma sœur
- Rigadin a la goutte
- Rigadin a les pieds sensibles (315 m)
- Rigadin bandit
- Rigadin célibataire
- Rigadin coiffeur pour dames
- Rigadin et la Lettre compromettante
- Rigadin et Miss Margaret (Rigadin et Miss Marguett)
- Rigadin est jaloux
- Comment Rigadin se fait aimer
- Rigadin et la Jolie Manucure
- Rigadin, homme des bois
- Le Roman de Rigadin (ou À moi les femmes)
- Rigadin guérit la neurasthénie
- Les Cousines de Rigadin
- Rigadin prix de beauté
- Un mariage à la baïonnette (703 m)

#### 1916
Tous les films sont des courts métrages réalisés par Georges Monca, sauf indication contraire. Dans les titres comprenant le nom Rigadin, l'acteur joue ce rôle.
- Le Cadeau de Rigadin   de Georges Monca(315 m)
- Rigadin aime la musique  de Georges Monca (340 m)
- La Main dans le sac de Georges Monca
- L'Homme qui court après les femmes
- La Folie de Rigadin (285 m)
- J'épouse la sœur de ma veuve (Rigadin épouse la sœur de sa veuve ) (595 m)
- La Mariée récalcitrante coréalisateur Prince (680 m) : Alfred Leblond
- L'Or de Rigadin
- La Perle de Rigadin (225 m)
- Le Porte veine (500 m) : Rigadin
- Rigadin avance l'heure
- Rigadin cherche l'âme sœur (305 m)
- Rigadin et les Deux dactylos (305 m)
- Rigadin l'échappe belle (325 m)
- Rigadin méfie toi des femmes (315 m)
- Rigadin n'aime plus le cinéma (300 m)
- Rigadin professeur de danse (395 m)
- Rigadin veut placer son drame (360 m)
- La Servante de Rigadin  de Georges Monca (340 m)
- Le Désespoir de Rigadin  de Georges Monca (405 m)
- Le Sourire de Rigadin (345 m)
- Une erreur de Rigadin
- Vengez-moi mon gendre (580 m)
- La Voisine de Rigadin (255 m)

#### 1917
Tous les films sont des courts métrages réalisés par Georges Monca, sauf indication contraire. Dans les titres comprenant le nom Rigadin, l'acteur joue ce rôle.
- L'Astucieux Rigadin
- Comment Rigadin se tire d'affaire (335 m)
- Les Deux Rigadin (550 m)
- Le Fluide de Rigadin (340 m)
- Forfait dur (340 m)
- L'Héritage de Rigadin
- Le Meurtrier de Théodore coréalisateur Prince : Chamillon
- Les Millions de Rigadin (570 m)
- Le Périscope de Rigadin (365 m)
- Rigadin et la Marquise de Pompadour (295 m)
- Rigadin marié malgré lui (335 m)
- Rigadin persécuté par Octavie (400 m)
- Rigadin, sa femme et l'autre
- Une nuit tragique de Rigadin (370 m)
- La Villa de Rigadin (300 m)

#### 1918
Tous les films sont des courts métrages réalisés par Georges Monca, sauf indication contraire. Dans les titres comprenant le nom Rigadin, l'acteur joue ce rôle.
- L'Épervier de Rigadin de Georges Monca (285 m)
- Chez la modiste (Rigadin chez la modiste) de Georges Monca : Rigadin
- Rigadin a fait un riche mariage de Georges Monca
- Ce veinard de Rigadin (275 m)
- Le Cœur de Rigadin (355 m)
- La Femme de Rigadin (375 m)
- Les Leçons de chant de Rigadin (400 m)
- Numéro 30, série 10 coréalisateur Prince (565 m) : Adrien
- Rigadin aimé de sa dactylo (340 m)
- Rigadin dans les Alpes (295 m)
- Le Boudoir japonais (400 m) : Rigadin
- Rigadin est enragé
- Rigadin et le Code de l'honneur (300 m)
- La Vengeance de Rigadin (375 m)
- La Verrue de Rigadin (370 m)

#### 1919
- Les Femmes collantes de Georges Monca (1 380 m) : maître Badinois, le notaire
- Madame et son filleul de Georges Monca (1 400 m) : le cuistot Brichoux

#### 1920
- Chouquette et son as de Georges Monca (1 350 m) : M. Leminois
- Si jamais j'te pince de Georges Monca
- Prince embêté par Rigadin de Georges Monca (court métrage) : Rigadin

### de1921à1930
- 1921 : Une poule chez les « Coq » de Georges Monca
- 1928 : Embrassez-moi de Robert Péguy et Max de Rieux : M. Boucatel
- 1930 : Le Tampon du capiston de Jean Toulout et Joé Francis : maître Pouponnet

### de1931à1933
- 1931 : Partir de Maurice Tourneur : le comique
- 1931 : Son Altesse l'amour de Erich Schmidt et Robert Péguy : Ernest
- 1931 : La Consultation d'André Chotin (court métrage)
- 1931 : Silence de André Chotin (court métrage)
- 1932 : L'Âne de Buridan d'Alexandre Ryder : Adolphe
- 1932 : Sa meilleure cliente de Pierre Colombier : M. Larnois
- 1933 : Le Coq du régiment de Maurice Cammage : Musigny
- 1933 : Mille neuf cents de Roger Goupillières (court métrage)

## Théâtre

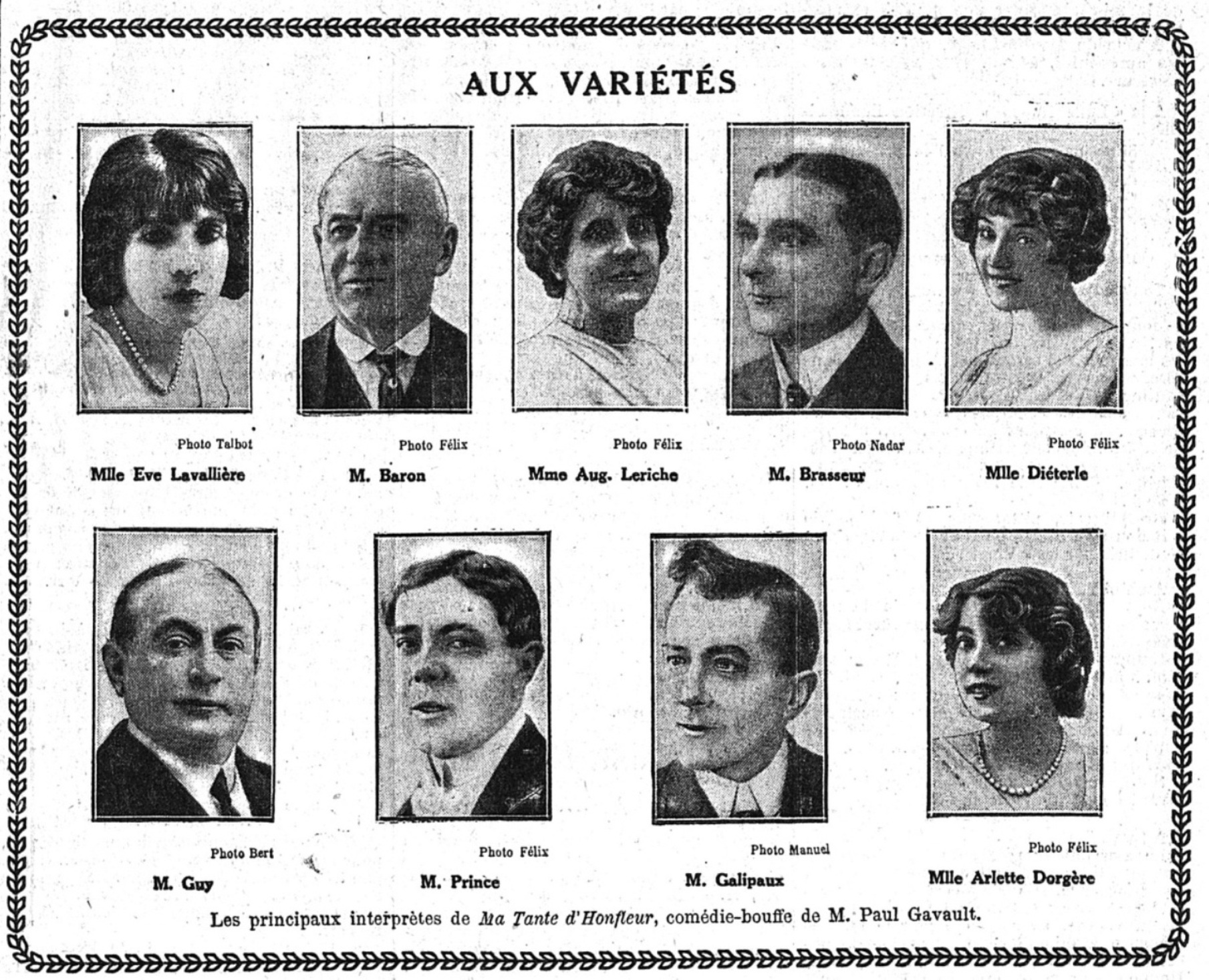
Le Figaro du 19 mars 1914. Principaux interprètes de la comédie Ma Tante d'Honfleur, de Paul Gavault. C'est sur ce dernier succès que le théâtre des Variétés ferme ses portes au début de la Première Guerre mondiale.

- 1892 : Famille Paillasse, parade-revue de Jacques Redelsperger, théâtre de la Bodinière
- 1897 : Le Passé de Georges de Porto-Riche, théâtre de l'Odéon
- 1902 : Orphée aux Enfers, opéra bouffe en deux actes et quatre tableaux d’Hector Crémieux et Ludovic Halévy, sur une musique de Jacques Offenbach, théâtre des Variétés
- 1903 : Le Beau Jeune Homme, comédie en cinq actes, d'Alfred Capus, théâtre des Variétés
- 1905 : Les Dragons de l'Impératrice, opéra-comique de Georges Duval et Albert Vanloo, musique André Messager, théâtre des Variétés
- 1906 : Vous n'avez rien à déclarer ? de Maurice Hennequin et Pierre Veber, théâtre des Nouveautés
- 1906 : Miquette et sa mère de Gaston Arman de Caillavet et Robert de Flers, théâtre des Variétés
- 1908 : Le Roi de Gaston Arman de Caillavet et Robert de Flers, théâtre des Variétés
- 1908 : Geneviève de Brabant, opéra-féerie en trois actes, paroles de Hector Crémieux et Étienne Tréfeu; musique de Jacques Offenbach, le 21 février 1908 au théâtre des Variétés[7].
- 1912 : Le Bonheur sous la main de Paul Gavault, théâtre des Variétés
- 1914 : Ma tante d'Honfleur, comédie-bouffe en trois actes de Paul Gavault, théâtre des Variétés.